# Bünde
Bünde är en stad i Kreis Herford i Regierungsbezirk Detmold i förbundslandet Nordrhein-Westfalen i Tyskland. Bünde har cirka 46 000 invånare.
Staden är indelad i 12 distrikt:
| - Bünde - Ennigloh - Spradow - Südlengern - Dünne - Holsen | - Hunnebrock - Ahle - Bustedt - Hüffen - Werfen - Muckum |